# 峠シリーズ
峠シリーズ（とうげシリーズ）は、アトラスから発売されているゲームソフトのシリーズ名。ジャンルはカーレース。

## 概要
峠を舞台にしたリアル指向のレースゲームであり、収録車種は全て実在する車である（『峠KING THE SPIRITS』『峠KING THE SPIRITS 2』の収録車種は実在している車ではあるが、名前は異なる）。
毎回、コースとなる峠は、実際に測量、モデリングしているので再現度は高い。

## シリーズ
| 1995 | 峠KING THE SPIRITS   |
| 1996 |                      |
| 1997 | 峠KING THE SPIRITS 2 |
| 1998 |                      |
| 1999 |                      |
| 2000 |                      |
| 2001 | 峠3                  |
| 2002 | 峠R                  |

『峠KING THE SPIRITS』（1995年11月10日）
峠シリーズの第一作目。セガサターン用ソフトとして発売された。
本作に登場する車種は、4WD車が存在しない。
隠しマシン専用BGMとして、山本リンダの「どうにもとまらない」のアレンジバージョンが収録されている。
『峠KING THE SPIRITS 2』（1997年4月18日）
『峠KING THE SPIRITS』 の続編。セガサターン用ソフトとして発売された。
『峠3』（2001年10月11日）
PlayStation 2用ソフトとして発売された。土屋圭市をイメージキャラクターとしている。
『峠R』（2002年12月12日）
Xbox用ソフトとして発売された。